# Welyka Horoschanna
Welyka Horoschanna (ukrainisch Велика Горожанна; russisch Великая Горожанна, polnisch Horożan(n)a Wielka) ist ein Dorf in der westukrainischen Oblast Lwiw mit etwa 1000 Einwohnern.
Welyka Horoschanna ist Teil der Stadtgemeinde Mykolajiw im Rajon Stryj und war bis 2020 das administrative Zentrum der gleichnamigen Landratsgemeinde im ehemaligen Rajon Mykolajiw, zu der noch die beiden Dörfer Pidlissja (Підлісся) und Trudowe (Трудове) gehörten.

## Geschichte
Das Dorf wurde im Jahr 1433 als ad villam nostram Rozana und später als ville Horoszana (1453), super villa Horozona (1469), Horoszana (1481) Horozana (1515, 1527), Horożana Magna (1578), wsiow Horożan (1765), Horożone (18. Jhr.) und Horożana wielka alias Horożanna, Rożana (1882) erwähnt. Der ursprüngliche Name Horożona wurde vom ukrainischen Verb für „[um]zäunen“ abgeleitet, später als Horożana der Endung -an- angeglichen. Das Adjektiv Welyka/Wielka (dt. Groß) unterscheidet es von Mala Horoschanna.
Im Jahr 1448 erhielt Horoschanna das Magdeburger Stadtrecht, entwickelte sich aber nie zu einer bedeutenden, größeren Siedlung. Im Jahr 1469 wurden zwei separate Orte erwähnt: super villa Horozona (heutige Welyka Horoschanna) und Minori Horozana (heutiges Mala Horoschanna).
Der Ort gehörte zunächst zur Adelsrepublik Polen-Litauen, Woiwodschaft Ruthenien, Lemberger Land.
1648 wurde er völlig von Tataren zerstört.
Bei der Ersten Teilung Polens kam das Dorf 1772 zum neuen Königreich Galizien und Lodomerien des habsburgischen Kaiserreichs (ab 1804) und verlor das Stadtrecht. Im Jahr 1846 versuchte Maurycy Sikorski die Bewohner zum Aufstand gegen die Österreicher zu überreden. Die Verschwörer wurden von örtlichen Bauern entwaffnet und an die österreichische Verwaltung übergeben. Bei diesem Zwischenfall wurden sechs der Verschwörer und vier Bauern getötet.
Im Jahr 1850 entstand eine Siedlung der Mennoniten. Ab 1909 gehörten sie zur Gemeinde Kiernica-Lemberg.
Im Jahre 1900 hatte die Gemeinde Horożanna Wielka 299 Häuser mit 1749 Einwohnern, davon 1677 ruthenischsprachige, 61 polnischsprachige, 11 deutschsprachige, 1663 griechisch-katholische, 35 römisch-katholische, 40 Juden, 11 anderen Glaubens. Im Gutsgebiet des Dorfs gab es zusätzlich 15 Häuser mit 92 Einwohnern, davon 22 deutschsprachige und anderen Glaubens (Mennoniten).
Nach dem Ende des Polnisch-Ukrainischen Kriegs 1919 kam Horożanna Wielka zu Polen. Im Jahre 1921 hatte die Gemeinde Horożanna Wielka 340 Häuser mit 2176 Einwohnern, davon 2072 Ruthenen, 52 Polen, 49 Juden, 2 Deutsche (im Gutsgebiet zusätzlich 4), 2068 waren griechisch-katholischer, 56 römisch-katholischer, 3 „anderen Christen“ und 49 jüdischer Religion.
Im Zweiten Weltkrieg gehörte es zuerst zur Sowjetunion und ab 1941 zum Generalgouvernement, ab 1945 wieder zur Sowjetunion, heute zur Ukraine.

## Sehenswürdigkeiten

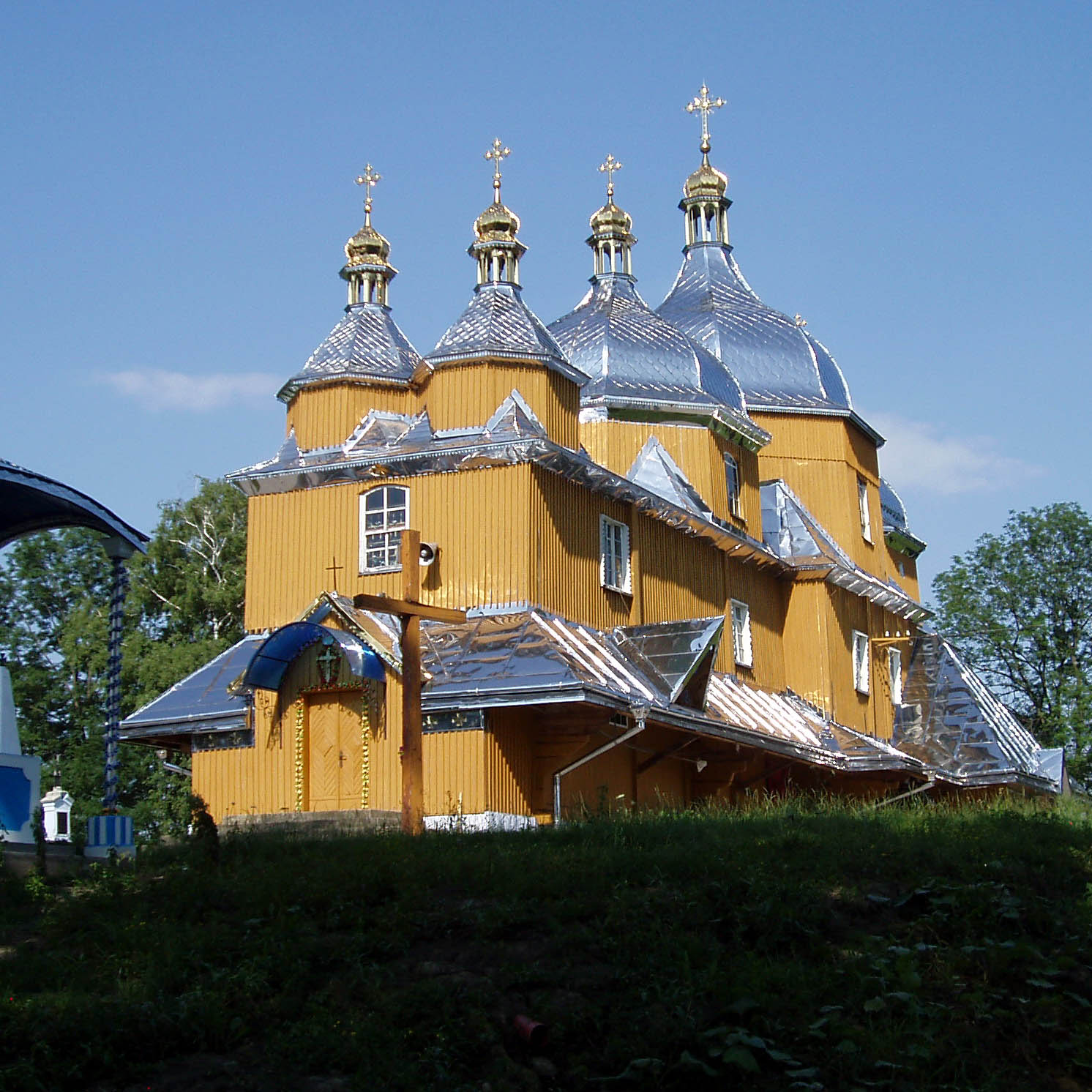
Kirche

- Holzkirche aus dem Jahr 1798, im Jahr 1869 umgebaut, mit Ikonostase aus dem 18. Jahrhundert und dreigeschossigen Glockenturm[2]